# Verein für Leibesübungen Gummersbach
VfL Gummersbach é uma equipe de andebol da Alemanha. Atualmente, o VfL Gummersbach compete no Campeonato Alemão de Handebol e na Copa da Alemanha de Handebol . Gummersbach é uma das equipes mais bem sucessedidas do andebol alemão  e do mundo.

## Titulos
Lista atualizada em 2013. 
- Campeonato Alemão de Handebol: 12

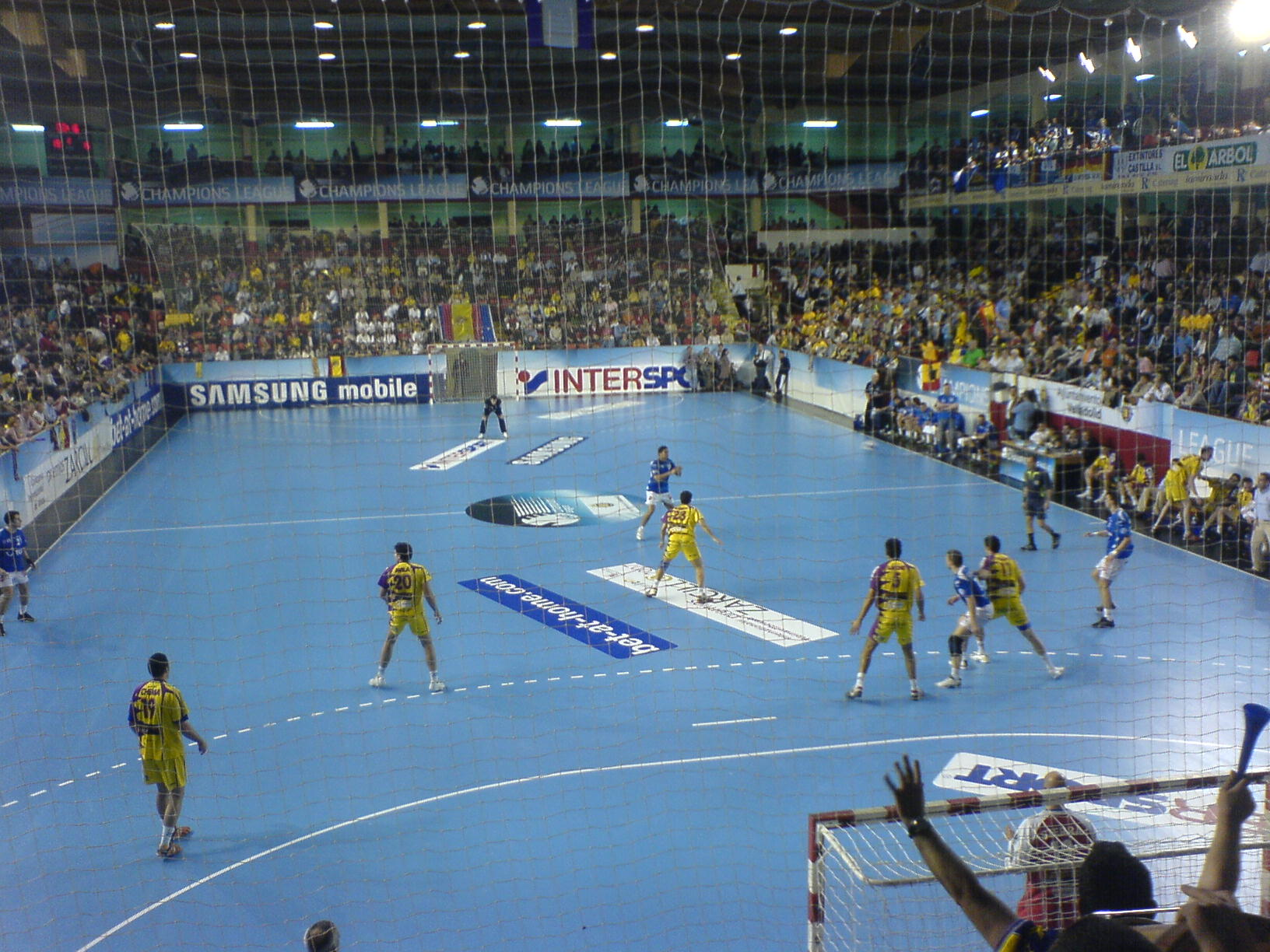
BM Valladolid vs VfL Gummersbach.

  - 1966, 1967, 1969, 1973, 1974, 1975, 1976, 1982, 1983, 1985, 1988, 1991

- Copa da Alemanha de Handebol: 5
  - 1978, 1979, 1982, 1983, 1985

- EHF Champions League: 5
  - 1967, 1970, 1971, 1974, 1983

- Liga dos Campeões da EHF Vice-campeão: 1
  - 1972

- EHF Copa dos campeões: 4
  - 1978, 1979, 2010, 2011

- Taça EHF: 2
  - 1982, 2009

- Campeonato Europeu de Clubes: 2

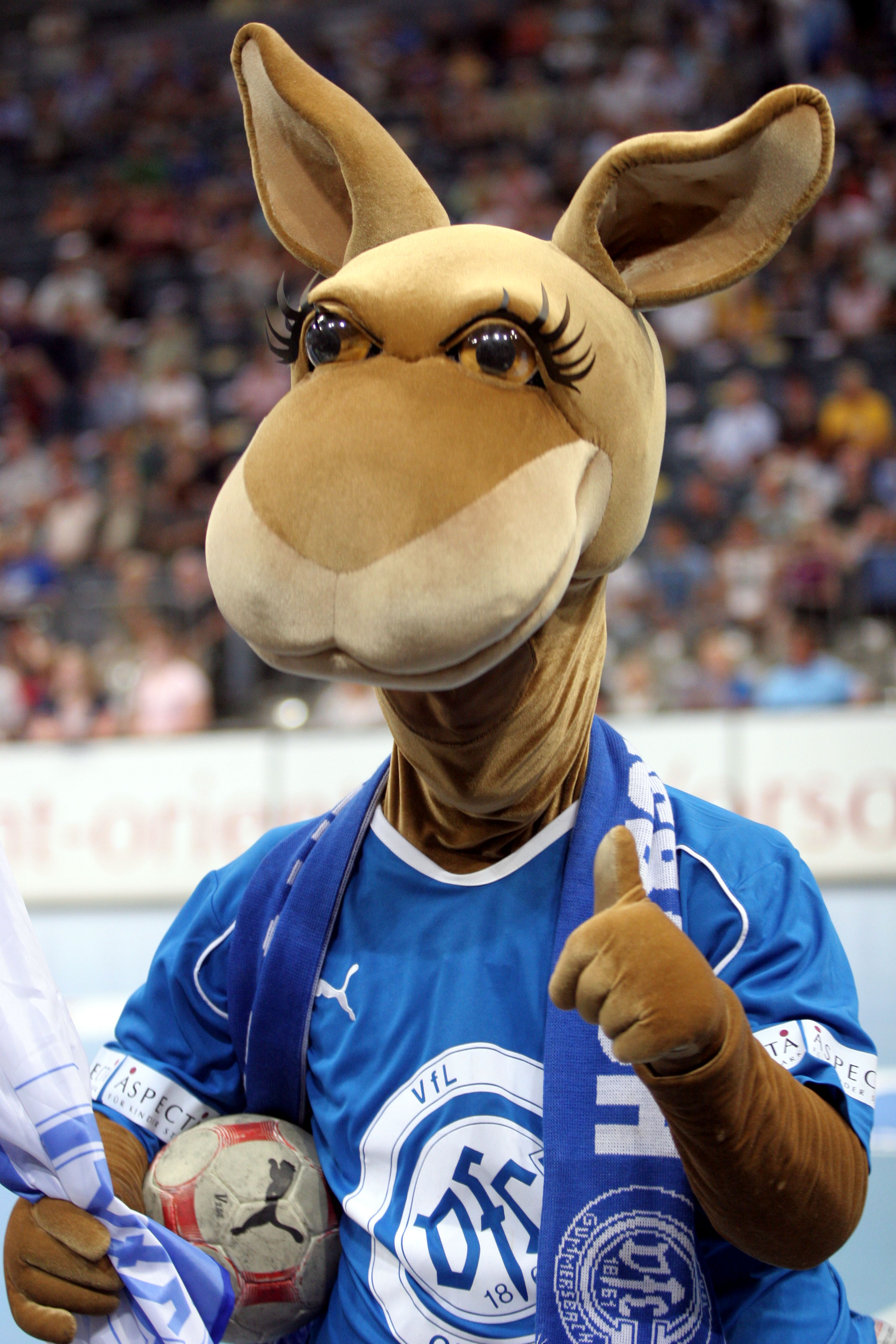
Mascote do VfL Gummersbach

  - 1979, 1983

- Campeonato Europeu de Clubes Vice-campeão: 1
  - 2006

## Elenco 2012/2013
Lista atualizada em 2013. 
| Nr. | Nome                | Nacionalidade      |
| --- | ------------------- | ------------------ |
| 01  | Borko Ristovski     | Macedônia do Norte |
| 16  | Aljoša Rezar        | Eslovênia          |
| 12  | Lucas Puhl          | Alemanha           |
| 04  | Christoph Schindler | Alemanha           |
| 05  | Michal Kopčo        | Eslováquia         |
| 08  | Ivan Dimitrijević   | Sérvia             |
| 10  | Dennis Krause       | Alemanha           |
| 11  | Barna Putics        | Hungria            |
| 15  | Jörg Lützelberger   | Alemanha           |
| 19  | Robin Teppich       | Alemanha           |
| 22  | Kentin Mahé         | França             |
| 26  | Adrian Pfahl        | Alemanha           |
| 27  | Jan-Lars Gaubatz    | Alemanha           |
| 34  | Goran Šprem         | Croácia            |
| 77  | Vedran Zrnić        | Croácia            |
| 23  | David Wiencek       | Alemanha           |
| 02  | Tobias Schröter     | Alemanha           |
| 24  | Fredrik Larsson     | Suécia             |
| 21  | Andreas Heyme       | Alemanha           |
| 32  | Nemanja Mladenović  | Sérvia             |
| 92  | Raul Santos         | Áustria            |